# Сејни
Сејни (пољ. Sejny) град је у Пољској у Војводству подласком. По подацима из 2012. године број становника у месту је био 5641.

## Становништво
| 2012. |
| ----- |
| 5.641 |